# Prays curalis
Prays curalis là một loài bướm đêm thuộc họ Yponomeutidae.